# Al-Sayyid-Beduinen-Gebärdensprache
Die Al-Sayyid-Beduinen-Gebärdensprache ist eine eigenständige Gebärdensprache, die ausschließlich vom Beduinenstamm der Al-Sayyid in der Wüste Negev in Israel benutzt wird.

## Geschichte
Der Beduinenstamm der Al-Sayyid entstand im 19. Jahrhundert, als eine ortsansässige Frau einen Ägypter heiratete. Zwei der fünf Söhne trugen das Gen für angeborene Taubheit mit sich. Da der Stamm von den benachbarten Stämmen abgelehnt wurde und er so in soziale Isolation geriet, zwang das die Nachkommen in eine von Endogamie geprägte Gesellschaftsform. Hierdurch prägte sich die genetisch bedingte Taubheit im Stamm weit überdurchschnittlich aus, und heute sind etwa 4 Prozent der Stammesbevölkerung taub bzw. gehörlos. Das Volk besteht inzwischen aus etwa 3000 Mitgliedern, von denen etwa 150 gehörlos sind. Aufgrund dieser großen Anzahl sind die gehörlosen Personen vollständig in der Gesellschaft integriert und auch viele Mitglieder, die hören können, beherrschen diese inselförmig entwickelte Gebärdensprache.
Diese Zusammenhänge wurden in den frühen 2000er Jahren von Irit Meir und Wendy Sandler an der Universität Haifa untersucht und in den Folgejahren veröffentlicht.

## Rezeption
Im Jahr 2005 wurde diese Gebärdensprache weltweit bekannt, als ein Artikel in den Proceedings of the National Academy of Sciences erschien. Es handelt sich (zusammen mit der Martha’s Vineyards Gebärdensprache) um einen der seltenen Fälle, wo sich eine Sprache spontan ohne jeden Einfluss anderer Sprachen entwickelt hat. Die Sprache benutzt, im Gegensatz zu den umgebenden gesprochenen Sprachen und auch den Gebärdensprachen, die Satzstellung Subjekt-Objekt-Verb. Aufgrund des jungen Alters dieser Sprache ist die Grammatik immer noch in Entwicklung und verändert sich von Generation zu Generation, was es den Wissenschaftlern erlaubt, die Entwicklung einer Sprache zu beobachten.